# Roxy Reynolds
Roxy Reynolds (født 28. december 1983 i Philadelphia, Pennsylvania), er en amerikansk pornoskuespiller, rapper og erotiks model.